# Medienstiftung der Sparkasse Leipzig
Die Medienstiftung der Sparkasse Leipzig wurde 1999 gegründet und anlässlich des 175-jährigen Jubiläums der Sparkasse Leipzig am 4. Mai 2001 der Öffentlichkeit vorgestellt. Im Mittelpunkt der Stiftungsarbeit steht die Förderung der Aus- und Fortbildung junger Menschen im Bereich der Medien. Dazu gehören die Vergabe von Leistungsstipendien, zum Beispiel im Rahmen des Leipziger Medienpreises, gezielte Projektförderungen und die Organisation von Veranstaltungen zur politischen Bildung, etwa zum Gedenken an die Friedliche Revolution 1989 in Leipzig. Finanziert werden die Stiftungsprojekte aus den Erträgen des Stiftungsvermögens sowie durch Zuwendungen und Spenden Dritter.

## Preise
Zu den von der Stiftung unter der Dachmarke „Leipziger Medienpreis“ verliehenen Preisen zählen:
- Preis für die Freiheit und Zukunft der Medien
- Axel-Eggebrecht-Preis
- Günter-Eich-Preis
- Erich-Loest-Preis

### Preis für die Freiheit und Zukunft der Medien
Seit 2001 vergibt die Stiftung den Preis für die Freiheit und Zukunft der Medien an Journalisten, Verleger und Medieninstitutionen. Die Preise sind seit 2004 mit insgesamt 30.000 Euro dotiert.
Der Preis gilt nicht einer journalistischen Einzelveröffentlichung. Mit dem Preis ausgezeichnet werden Journalisten, Verleger, Publizisten und Institutionen, die sich für die Sicherung und Entwicklung der Pressefreiheit einsetzen.

### Axel-Eggebrecht-Preis
Der Axel-Eggebrecht-Preis wurde 2006 gestiftet. Mit diesem Radio-Feature-Preis sollen in Erinnerung an den Featureautor Axel Eggebrecht Autoren gewürdigt werden, die ein sich über einen längeren Zeitraum erstreckendes Werk, Gesamtwerk oder Lebenswerk dem Radio-Feature und dessen Fortentwicklung gewidmet haben.
Der Axel-Eggebrecht-Preis ist mit 10.000 Euro dotiert und wird seit 2021 alle zwei Jahre gemeinsam mit dem gleichzeitig gestifteten Günter-Eich-Preis (für ein Hörspiel-Lebenswerk) verliehen.

### Günter-Eich-Preis
Der Günter-Eich-Preis wurde 2006 gestiftet und erstmals ausgeschrieben. Mit diesem Hörspielpreis soll in Erinnerung an den Hörspielautor Günter Eich das Lebenswerk von Autoren, die mit Radioarbeiten das Repertoire der Gattung Hörspiel vielgesichtig und stetig erweitert haben gewürdigt werden.
Der Günter-Eich-Preis wird seit 2021 alle zwei Jahre gemeinsam mit dem gleichzeitig gestifteten Axel-Eggebrecht-Preis verliehen werden. Die Auszeichnung wurde 2007, im Jahr des 100. Geburtstags von Günter Eich, erstmals verliehen. Sie ist mit 10.000 Euro dotiert.

### Erich-Loest-Preis
Der Erich-Loest-Preis wurde 2016 in Erinnerung an den Leipziger Schriftsteller Erich Loest gestiftet. Der Preis wurde erstmals am 24. Februar 2017 und ab dann alle zwei Jahre vergeben und ist mit 10.000 Euro dotiert.
Mit dem Erich-Loest-Preis sollen bevorzugt Autoren aus Mitteldeutschland ausgezeichnet werden. Er wird nicht ausgeschrieben. Die Auswahl der Preisträgerin/des Preisträgers erfolgt ausschließlich über die Jury, in der jedes Mitglied eine Stimme hat.

## Projekte

### Europäisches Zentrum für Presse- und Medienfreiheit (ECPMF)
Das Europäische Zentrum für Presse- und Medienfreiheit (ECPMF) ist eine Non-Profit-Organisation mit Sitz in Leipzig. Die von der Medienstiftung maßgeblich initiierte, im Juni 2015 gegründete pan-europäische Journalistenorganisation hat zum Ziel, die Einhaltung der Europäischen Pressefreiheit-Charta zu beobachten und auf Verstöße aufmerksam zu machen. Die Charta ist eine nicht bindende Leitlinie zur Pressefreiheit, welche am 25. Mai 2009 auf Initiative von Hans-Ulrich Jörges, ehemaliges Mitglied der Chefredaktion des Stern, von 48 Herausgebern und führenden Journalisten aus 19 europäischen Ländern unterzeichnet wurde, um gegen Einschränkungen und Bedrohungen der Presse- und Medienfreiheit anzukämpfen. Jörges war auch Ideengeber für die Gründung des ECPMF in Leipzig. Das ECPMF wurde 2017 in die Rechtsform einer Europäische Genossenschaft (SE) überführt.

### Leipzig School of Media (LSoM)
Die Leipzig School of Media (LSoM) bildet Medienschaffende, Journalisten, ITler, Redakteure und Marketingleute in berufsbegleitenden Masterstudiengängen und berufsbegleitenden Lehrgängen weiter. Im Jahr 2004 startete das berufsbegleitende Weiterbildungsangebot mit international anerkanntem Masterabschluss als Masterprogramm Medien Leipzig (MML). Das Programm war ein Kooperationsprojekt von Universität Leipzig, Hochschule für Technik, Wirtschaft und Kultur (HTWK) Leipzig und Medienstiftung der Sparkasse Leipzig.
Die Medienstiftung der Sparkasse Leipzig gründete 2008 die Leipzig School of Media als gemeinnützige GmbH. Seitdem bietet die Leipzig School of Media berufsbegleitende Weiterbildung als Masterstudiengänge, Kurse und Schulungen in Kooperation mit der Universität Leipzig, Hochschule für Technik, Wirtschaft und Kultur und anderen Institutionen wie bspw. der VDZ Akademie an.
Ende 2020 wechselte die Trägerschaft der LSoM von der Medienstiftung an Rita Löschke, SinnWert Marketing GmbH.

### Europäisches Institut für Journalismus- und Kommunikationsforschung (EIJK)
Das Europäische Institut für Journalismus- und Kommunikationsforschung (EIJK) ist ein unabhängiges und gemeinnütziges Institut mit Sitz in Leipzig.
Das EIJK ging 2014 aus dem Institut für Praktische Journalismusforschung (IPJ) hervor. Michael Haller, der heute wissenschaftlicher Direktor des EIJK ist, entwickelte das 2003 als Gemeinschaftsprojekt der Universität Leipzig, der Medienstiftung der Sparkasse Leipzig und mit Unterstützung der Sparkassenversicherung Sachsen gegründete Institut.
Forschungsschwerpunkte sind journalistische Meinungsfreiheit, Qualitätsjournalismus und journalistische Unabhängigkeit unter den institutionellen und gesellschaftlichen Rahmenbedingungen einer fortschreitenden Europäisierung. Zu den aktuellen Projekten des EIJK zählt das Programm "Fit for news". Dieses vermittelt die für die Onlinemedienwelt erforderlichen Schlüsselfertigkeiten. Es bietet 9 nach Themen und Anforderungen gegliederte Lehrmodule sowie interaktive Onlinekurse.

## Mediencampus Villa Ida
Der Mediencampus Villa Ida ist Sitz der Stiftungen der Sparkasse Leipzig, der Leipzig School of Media, des Europäischen Zentrums für Presse- und Medienfreiheit sowie des Europäischen Instituts für Journalismus- und Kommunikationsforschung.
Der Campus setzt sich zusammen aus der Villa Ida, einer Gründerzeitvilla, sowie aus dem Mediencampusgebäude, welches 2006 errichtet wurde. Im Neubau stehen verschiedene Tagungs- und Veranstaltungsräume zur Verfügung. U.a. finden hier alle Stiftungsveranstaltungen wie z. Bsp. Preisverleihungen oder auch die stiftungseigene Konzertreihe campus inter | national statt.